# Zuisme
Le zuisme ou zouisme (arabe : al-Zuiyya الزوئية; anglais : Zuism; symbole religieux: 𒀭), appelé aussi néopaganisme sumérien-mésopotamien (sumérien : 𒀭𒀀𒉣𒈾𒌣 anunna-umun, « connaissance du ciel ») et néopaganisme sémitique-cananéen (ougaritique : 𐎐𐎚𐎁𐎟𐎖𐎄𐎌 natib qadish, « voie sacrée »), est un ensemble de mouvements néo-païens de tradition sumérienne-mésopotamienne et sémite-cananéenne,,. Il existe des groupes zuistes aux États-Unis, en Europe de l'Ouest, en Europe de l'Est et au Moyen-Orient,.
Ses origines se situent chez les néo-païens hongrois des années 1960 et 1970, notamment dans l'œuvre de l'assyriologue Ferenc Badiny Jós (1909–2007), qui fonde une Église zuiste hongroise et était l'auteur de la Bible magyare,. Le néopaganisme mésopotamien est aussi cultivé par l'auteur ésotérique américain Joshua Free, qui rend publiques ses doctrines depuis 2008 sous le nom de « zuisme mardukite »,.
En Islande, une organisation zuiste locale, la Zuism trúfélag, officiellement reconnue par l'État en 2013, a été utilisée pour contourner la taxe religieuse et protester contre les liens entre la religion et l'État,.

## Étymologie
Le mot « zuisme » vient du verbe sumérien zu 𒍪 (idû en akkadien), qui signifie « savoir », « connaître »,. « Zuisme » signifie donc « voie de la connaissance », et le mot a été utilisé pour la première fois par l'ésotériste américain Joshua Free au milieu des années 2000. Le terme est un parallèle sémantique du grec gnosis.
Le mouvement est également connu sous le noms de « kaldanisme », c'est-à-dire « voie de Chaldée » (un nom tardif pour Sumer), de « reconstructionnisme sumérien-mésopotamien/sémitique-cananéen », de anunna-umun 𒀭𒀀𒉣𒈾𒌣, c'est-à-dire « connaissance du ciel » en sumérien, ou de ntb qdš [natib qadish] 𐎐𐎚𐎁𐎟𐎖𐎄𐎌, c'est-à-dire « voie sacrée » en ougaritique, langue de la cité-État antique cananéenne d'Ougarit.

## Types de zuisme

### Zuisme hongrois

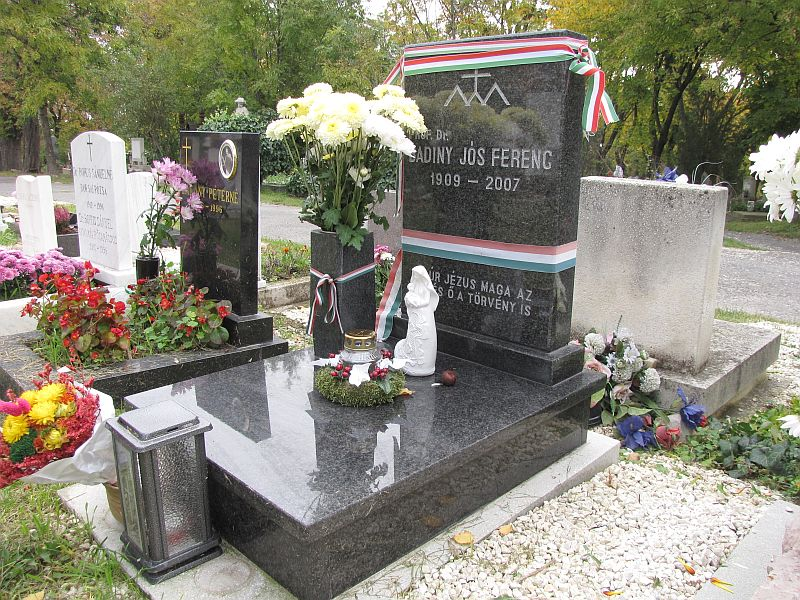
La tombe (942/2-1-105) de Ferenc Badiny Jós au cimetière de Farkasrét à Budapest, Hongrie. La pierre tombale porte le symbole de l'Église zuiste hongroise.

Le premier mouvement zuiste organisé a été lancé par l'assyriologue hongrois Ferenc Badiny Jós (1909–2007), mais aussi par l'historienne Ida Bobula (1900–1981) et d'autres auteurs, tels que Tibor Baráth, Victor Padányi et András Zakar, dans les années 1960 et 1970, parmi les néo-païens en Hongrie qui cherchaient à relier les origines des Hongrois aux anciens Sumériens; les langues hongroises et sumériennes partageant certaines caractéristiques communes comme l'agglutination.
Ferenc Badiny Jós, émigré à Buenos Aires, en Argentine, fonda une « Église hongroise » (hongrois : Magyar Egyház) de tradition sumérienne, dont l'héritage se prolonge encore aujourd'hui parmi les zuistes (néo-païens sumériens) en Hongrie. Un héritage important de Badiny Jós est sa Bible magyare de tradition sumérienne.

### Zuisme mardukite

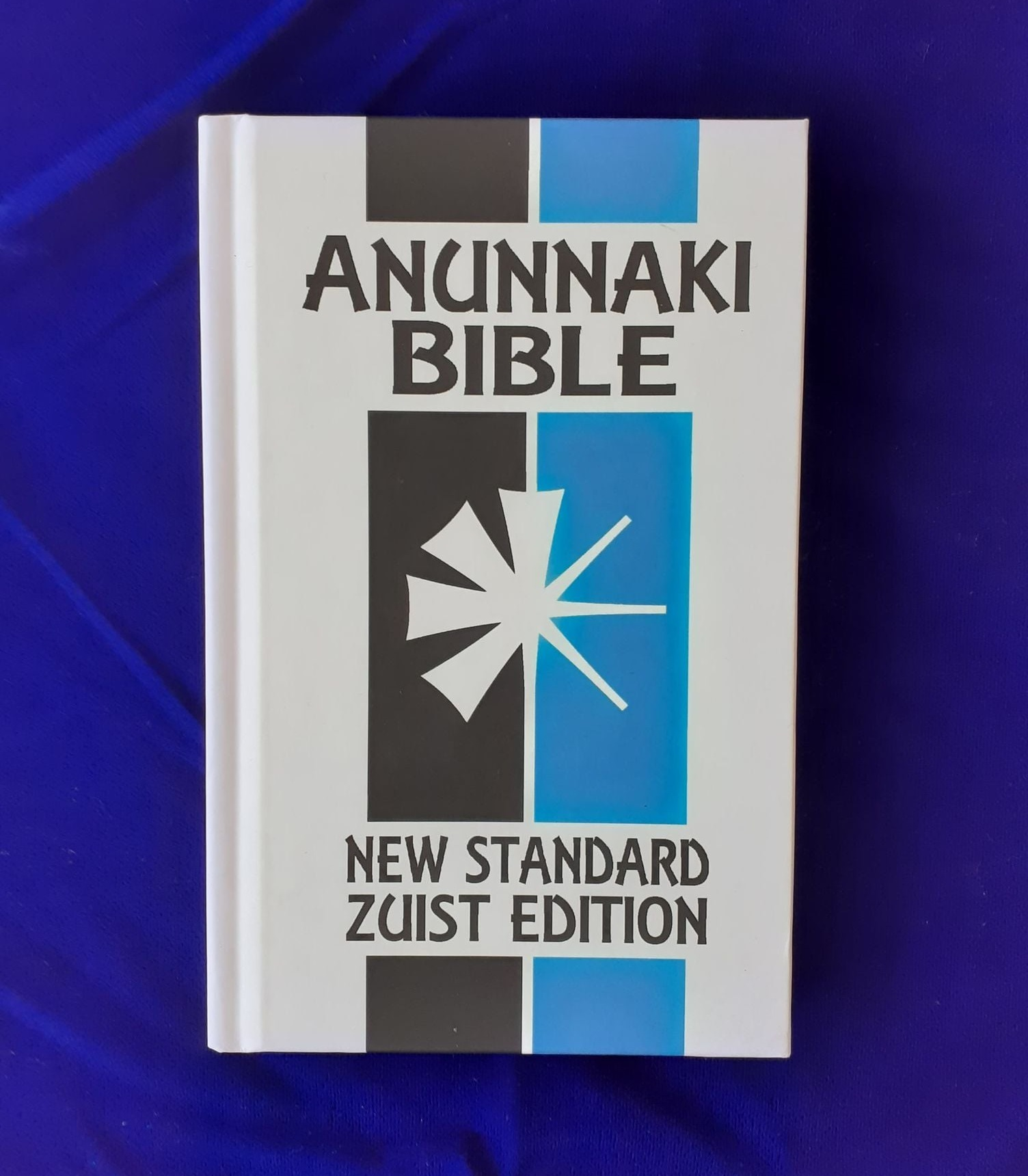
La Bible Anunnaki du zuisme mardukite.

Le zuisme mardukite (anglais : Mardukite Zuism) est une doctrine du zuisme fondée par l'ésotériste américain Joshua Free en 2008 et incorporée par l'« Église fondatrice du zuisme mardukite » (Founding Church of Mardukite Zuism),,. Le zuisme mardukite renvoie à la tradition akkadienne assyro-babylonienne ultérieure, plutôt qu'à la tradition sumérienne plus ancienne.
Leurs livres religieux comprennent la Bible Anunnaki et d'autres livres de la collection « nouvelle édition zuiste standard » (New Standard Zuist Edition), The Power of Zu, le Necronomicon zuiste, et les nombreux autres écrits de théorie et de pratique du même auteur. Joshua Free définit le Zuisme comme une « systémologie » et une « technologie spirituelle » pour la réalisation de soi, c'est-à-dire la réunion de soi avec Dieu, et, en plus de « connaissance », donne à zu le sens de « conscience » et l'interprète comme l'énergie rayonnante qui imprègne tous les êtres vivants,.

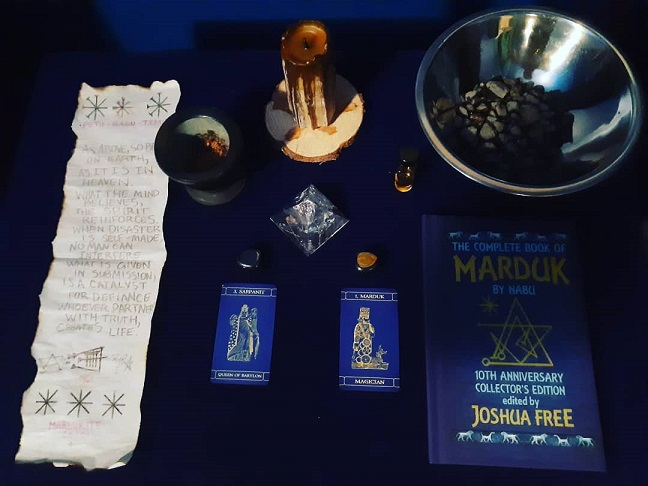
Autel d'un pratiquant canadien du zuisme mardukite. Sur la couverture du Book of Marduk, la merkabah  (char) zuiste, le moyen de connexion avec les sept Anunnaki et la trinité suprême (Anu, Enlil, Enki)[18].
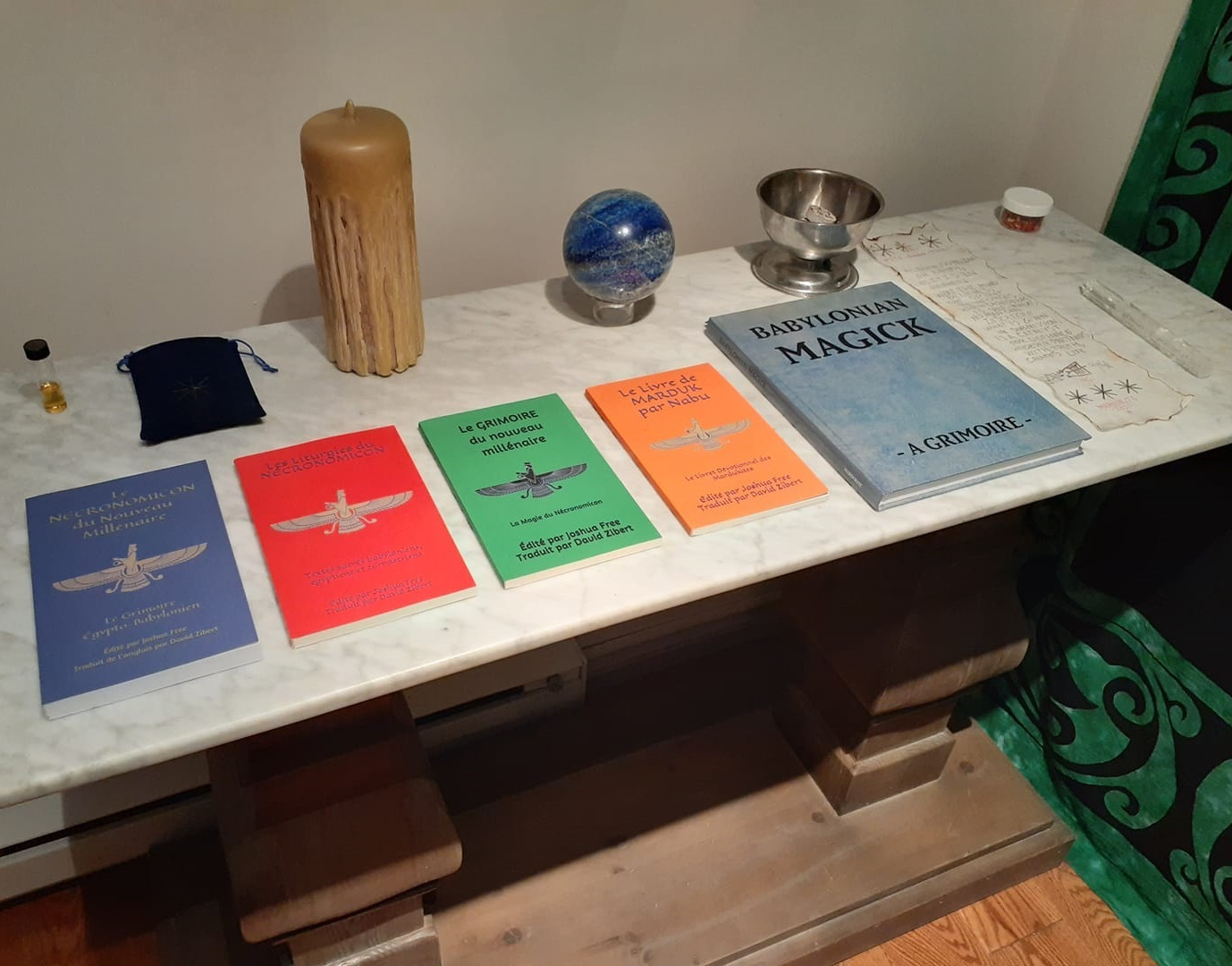
Autel zuiste mardukite avec certaines écritures du mouvement : l'édition française des livres du Necronomicon mardukite et Babylonian Magick écrits par Joshua Free.

### Zuisme irakien

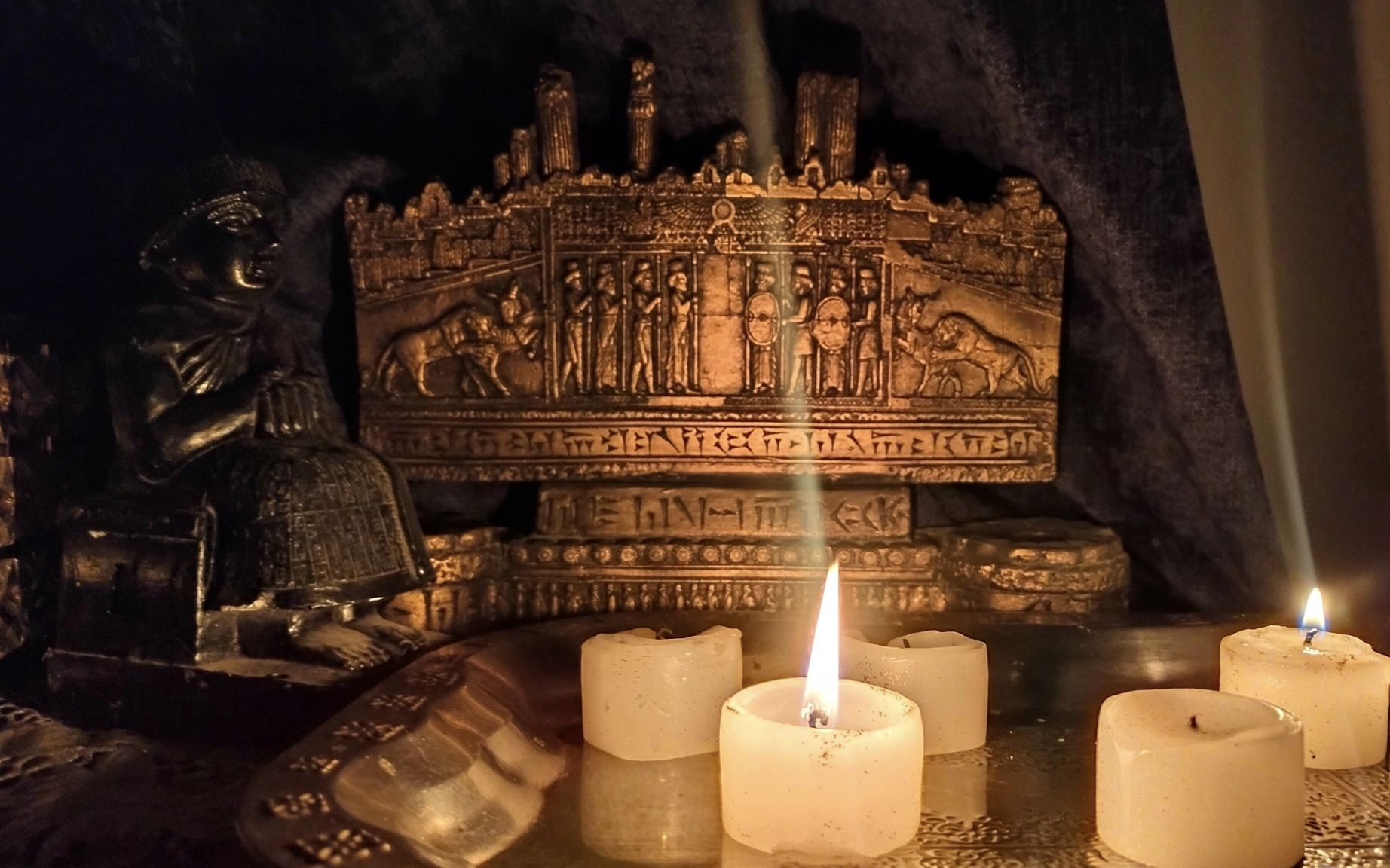
Autel privé dédié à Gudea et à d'autres figures divines, par un pratiquant zuiste à Nasiriyah, Irak.

L'assyriologue russe V. V. Yemelyanov a documenté la montée d'un néopaganisme zuiste en Irak au début des années 2010, avec la diffusion de prières aux dieux mésopotamiens en langue arabe.

### Zuisme cananéen
Le zuisme reconstructionniste cananéen est une petite communauté dans l'Israël contemporain. Il a des antécédents dans le mouvement culturel et littéraire du cananisme chez les Juifs de Palestine britannique dans les années 1940, en particulier dans l'œuvre de Yonatan Ratosh (1908–1981), né sous le nom d'Uriel Helpern à Varsovie, en Pologne.
L'adhérent israélien Elad Aaron a formulé une idéologie culturelle pour la redécouverte politique de la religion pandeiste cananéenne appelée le « nouveau cananisme re-sioniste » (hébreu : Shni-Tzioni). Le zuisme cananéen est également appelé natib qadish, une expression en ougaritique créée par l'adhérente américaine Tess Dawson au début des années 2000. Les adeptes de cette dernière dénomination sont appelés les qadish, au pluriel qadishuma, et les prêtres, hommes et femmes, sont appelés respectivement qadishu et qaditshu.

### Zuisme islandais
L'« Association de foi du zuisme » (islandais : Zuism trúfélag) a été fondée en Islande en 2010 par Ólafur Helgi Þorgrímsson, à l'origine comme branche d'une église mère située dans l'État du Delaware, aux États-Unis, et enregistrée par l'État islandais en 2013,. En Islande, tout citoyen doit payer annuellement une taxe religieuse, la sóknargjald, qu'il soit croyant ou non. Certaines personnes désapprouvant ce système, guidées par Ísak Andri Ólafsson, ont pris le contrôle de l'organisation en 2015 dans un but de résistance fiscale : la part de la taxe religieuse reversée au mouvement par le gouvernement est alors redistribuée à chacun des adeptes, qui trouvent ainsi un moyen de s'affranchir de cet impôt,.
La Zuism trúfélag de Ísak Andri Ólafsson entend ainsi lutter contre la levée d'une taxe religieuse en Islande ainsi que la tenue d'un registre national de la religion des Islandais,. Cette protestation s'inscrit dans un mouvement plus large demandant la séparation de l'Église et de l'État, à tel point que même certains politiciens bien connus ont rejoint le mouvement, comme Birgitta Jónsdóttir. La Zuism trúfélag ayant été utilisée pour des motifs fiscaux clairement affichés et non pour des motifs religieux, des élus islandais ont demandé son retrait du registre officiel des religions reconnues en Islande. Un porte-parole de la Zuism trúfélag répond néanmoins à cette demande que l'on ne peut définir précisément la nature religieuse d'une organisation et que l'on ne peut mesurer la sincérité de la croyance religieuse.
Au 1er janvier 2015, la religion ne compte que 4 adeptes déclarés, mais leur nombre croît très rapidement durant quelques semaines fin 2015 au point d'atteindre 3 000 à 3 500 adeptes, soit 1 % de la population islandaise en 2015–2016,. La majorité d'entre eux sont jeunes, connectés à Internet et déjà désaffiliés du christianisme.

Logos de la Zuism trúfélag islandaise au fil des ans
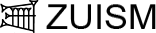
2010–2015
2015–2017
2017–aujourd'hui

### Recherche académique
- (en) Alexander Nash, « Zuism: History and Introduction », Central European Journal of Contemporary Religion, Karolinum Press, Université Charles, vol. 4, no 1,‎ 2020, p. 51–69 (DOI 10.14712/25704893.2021.31, lire en ligne).
- (en) Ádám Kolozsi, Social Constructions of the Native Faith: Mytho-historical Narratives and Identity-discourse in Hungarian Neo-paganism, Université d'Europe centrale, coll. « Central European University Nationalism Studies Program », 2012 (lire en ligne).
- (en) Elena L. Boldyreva et Natalia Y. Grishina, Internet Influence on Political System Transformation in Iceland, coll. « Proceedings of the International Conference Internet and Modern Society (IMS-2017) », 2017 (DOI 10.1145/3143699.3143710), p. 225–229.
- (en) David G. Bromley, Zuism (Iceland), Université du Commonwealth de Virginie, coll. « World Religion and Spirituality Project », 2018 (lire en ligne).
- (en) Jared Wolfe, ZU: The Life of a Sumerian Verb in Early Mesopotamia, Université de Californie, 2015 (lire en ligne).
- (tr) Mehmet Emin Güler, Mezopotamya Dininde Rahiplik [« Priesthood in Mesopotamian Religion »], Université d'Ankara, 2023.
- (tr) Mehmet Emin Güler, « Antik Mezopotamya'da Görülen Dini İnanç ve Uygulamalar: Mezopotamya Dini » [« Religious Beliefs and Practices in Ancient Mesopotamia: Mesopotamian Religion »], Şırnak Üniversitesi İlahiyat Fakültesi Dergisi, vol. 35,‎ 2024, p. 450–471 (DOI 10.35415/sirnakifd.1513812, lire en ligne).
- (hu) Nóra Kovács, A diaszpóra visszavándorlásának ideológiai vonatkozásai Közép-Kelet Európában: Badiny Jós Ferenc Magyarországon [« The Ideological Respects of the Re-migration of the  Diaspora in Central-Eastern Europe: Ferenc Badiny Jós in Hungary »], coll. « Hungarian Diasporas », 2019 (lire en ligne).
- (en) Réka Szilárdi, « Neopaganism in Hungary: Under the Spell of Roots », dans Kaarina Aitamurto, Scott Simpson, Modern Pagan and Native Faith Movements in Central and Eastern Europe, 2013 (ISBN 978-1844656622), p. 230–248.
- (en) Shai Feraro, « Two Steps Forward, One Step Back: The Shaping of a Community-Building Discourse among Israeli Pagans », Israel Studies Review, vol. 29, no 2,‎ 2014, p. 57–77 (DOI 10.3167/isr.2014.290205).
- (en) Shai Feraro, « The Return of Baal to the Holy Land: Canaanite Reconstructionism among Contemporary Israeli Pagans », Nova Religio, vol. 20, no 2,‎ 2016, p. 59–81 (DOI 10.1525/nr.2016.20.2.59).